# Гіперкомплексний аналіз
У математиці гіперкомплексний аналіз є розширенням комплексного аналізу на гіперкомплексні числа. Перший приклад — це функції від кватерніонної змінної, де аргумент є кватерніоном (у цьому випадку підрозділ гіперкомплексного аналізу називається кватерніонний аналіз). Другий приклад включає функції від моторної змінної, де аргументами є спліт-комплексні числа.
У математичній фізиці існують гіперкомплексні системи, які називаються алгебри Кліффорда. Дослідження функцій з аргументами з алгебр Кліффорда називається аналіз Кліффорда.
Матриця може вважатися гіперкомплексним числом. Наприклад, дослідження функцій від {\displaystyle 2\times 2} дійсних матриць показує, що топологія простору гіперкомплексних чисел визначає теорію функцій. Функції, такі як квадратний корінь з матриці, матриця експоненційна та логарифм матриці, є базовими прикладами гіперкомплексного аналізу.
Теорія функцій діагоналізованих матриць є особливо прозорою, оскільки вони мають власні розкладення (eigendecompositions). Припустимо, що
{\displaystyle T=\sum _{i=1}^{N}\lambda _{i}E_{i},}
де {\displaystyle E_{i}} є проекціями.
Тоді для будь-якого полінома {\displaystyle f}
{\displaystyle f(T)=\sum _{i=1}^{N}f(\lambda _{i})E_{i}.}
Сучасна термінологія для системи гіперкомплексних чисел — це алгебра над дійсними числами, а алгебри, які використовуються в застосуваннях, часто є алгебрами Банаха, оскільки ряди Коші можна вважати збіжними. Тоді теорія функцій збагачується послідовностями та рядами. У цьому контексті розширення голоморфних функцій змінної розвивається як голоморфне функціональне числення. Гіперкомплексний аналіз на алгебрах Банаха називається функціональним аналізом.